# Ентальпія змочування
Ентальпія змочування — віднесена до одиниці маси твердого тіла, різниця (при постійній температурі) ентальпії твердого тіла, повністю зануреного в змочуючу рідину, і суми ентальпій твердого та рідини, взятих окремо. Необхідно враховувати, чи тіло до занурення було у вакуумі чи в атмосфері насиченої пари рідини, в яку занурюється.